# USS Strong (DD-467)
USS Strong (DD-467) — эскадренный миноносец типа «Флетчер» ВМС США. Был назван в честь контр-адмирала Джеймса Стронга, отличившегося в бою в заливе Мобил. Эсминец был заложен 30 апреля 1941 года на верфи Bath Iron Works в штате Мэн, спущен на воду 17 мая 1942 года и сдан в эксплуатацию 7 августа 1942 года. Командир корабля — коммандер Джозеф Уэллингс.

## История

### 1942
После вступления в строй и периода подготовки, начал активно выполнять обязанности по охране конвоев. 15 октября вышел с конвоем к Сан-Хуану, вернулся в Норфолк 27 октября, а затем перешёл в Нью-Йорк. 13 ноября с конвоем UGS-2 направился в Касабланку, куда прибыл 29 ноября. Обратно, в Нью-Йорк, сопровождал конвой GUF-2. 27 декабря направился на Тихий океан, через Панамский канал.

### 1943
27 января пришёл в Нумеа и через два дня приступил к эскортированию конвоев. С 5 по 13 февраля патрулировал у Гуадалканала в составе соединения TF 67 (четыре крейсера и прикрывающие их эсминцы).

Патрулирование у Соломоновых островов заняло у соединения большую часть марта. 14 марта эсминцы Strong, Nicholas,  Radford и Taylor провели обстрел береговых целей на острове Коломбангара. После рейда корабли вернулись к несению патрульной службы.

Утром 5 апреля Strong установил радиолокационный контакт с японской подводной лодкой. Вместе с O’Bannon они открыли орудийный огонь. Strong добился как минимум трёх попаданий, второй эсминец также поразил цель. Японская субмарина Ro-34 ушла под воду кормой вниз. После этого американские корабли провели дополнительное бомбометание.

Утром 7 мая корабль участвовал в постановке мин в проливе Блэкетт, между островами Коломбангара и Арундел. На следующий день на минное поле наскочили четыре японских эсминца — один погиб сразу, два получили серьёзные повреждения и были добиты авиацией, одному удалось уйти, получив менее серьёзные повреждения.

Ночью с 12 на 13 мая корабль в составе соединения обстреливал береговые цели японцев на Коломбангара, а затем вернулся к обязанностям по патрулированию у Гуадалканала.

Во второй половине дня 16 июня, на переходе о Гуадалканала к Тулаги, американские корабли подверглись налёту 15 японских пикирующих бомбардировщиков - Strong сбил три из них.

5 июля Strong в составе TF 18 занимался поддержкой десантной операции, обстреливая береговые цели в бухте Байроко. Strong вместе с Nicholas шли впереди соединения и в 00:30 — 00:40 вошли в бухту. Спустя девять минут с борта корабля был замечен след торпеды, которая почти сразу ударила в кормовую часть эсминца. Chevalier протаранил повреждённый эсминец, чтобы не дать ему затонуть. В течение семи минут с погибающего корабля перешёл 241 член экипажа. Японские береговые батареи открыли огонь по американским кораблям. Спасательную операцию пришлось прекратить, чтобы не подставить под огонь другие корабли. Strong быстро затонул, развалившись на части. Вместе с кораблём погибло 46 членов экипажа. Координаты места гибели эсминца - 8°05′ ю. ш. 157°15′ в. д..

## Награды
Эсминец был награждён двумя звёздами за службу во Второй мировой войне.